# GPATCH11
GPATCH11 (англ. G-patch domain containing 11) – білок, який кодується однойменним геном, розташованим у людей на короткому плечі 2-ї хромосоми.  Довжина поліпептидного ланцюга білка становить 259 амінокислот, а молекулярна маса — 30 199.
| 10         |  | 20         |  | 30         |  | 40         |  | 50         |
| ---------- |  | ---------- |  | ---------- |  | ---------- |  | ---------- |
| MAEEEDYMSD |  | SFINVQEDIR |  | PGLPMLRQIR |  | EARRKEEKQQ |  | EANLKNRQKS |
| LKEEEQERRD |  | IGLKNALGCE |  | NKGFALLQKM |  | GYKSGQALGK |  | SGGGIVEPIP |
| LNIKTGKSGI |  | GHEASLKRKA |  | EEKLESYRKK |  | IHMKNQAEEK |  | AAEQFRMRLK |
| NKQDEMKLEG |  | DLRRSQRACQ |  | QLDVQKNIQV |  | PREAWYWLRL |  | EEETEEDEEE |
| KEQDEDEYKS |  | EDLSVLEKLQ |  | ILTSYLREEH |  | LYCIWCGTAY |  | EDKEDLSSNC |
| PGPTSADHD  |  |            |  |            |  |            |  |            |

A: Аланін

C: Цистеїн

D: Аспарагінова кислота

E: Глутамінова кислота

F: Фенілаланін

G: Гліцин

H: Гістидин

I: Ізолейцин

K: Лізин

L: Лейцин

M: Метіонін

N: Аспарагін

P: Пролін

Q: Глутамін

R: Аргінін

S: Серин

T: Треонін

V: Валін

W: Триптофан

Кодований геном білок за функцією належить до фосфопротеїнів. 
Задіяний у таких біологічних процесах як ацетиляція, альтернативний сплайсинг. 
Локалізований у хромосомах, центромерах, кінетохорі.